# Хазретовка
Хазре́товка (каз. Қазірет) — село у складі Мартуцького району Актюбінської області Казахстану. Адміністративний центр Хазретовського сільського округу.
У радянські часи село називалось Хозретовка.
Населення — 407 осіб (2021; 671 у 2009, 809 у 1999, 788 у 1989).